# Wijtschate
Wijtschate is een dorp in de Belgische provincie West-Vlaanderen en een deelgemeente van Heuvelland, het was een zelfstandige gemeente tot aan de gemeentelijke herindeling van 1977. Het dorp is bekend omwille van de gerestaureerde locatie Bayernwald die de herinnering aan de Eerste Wereldoorlog levend houdt.

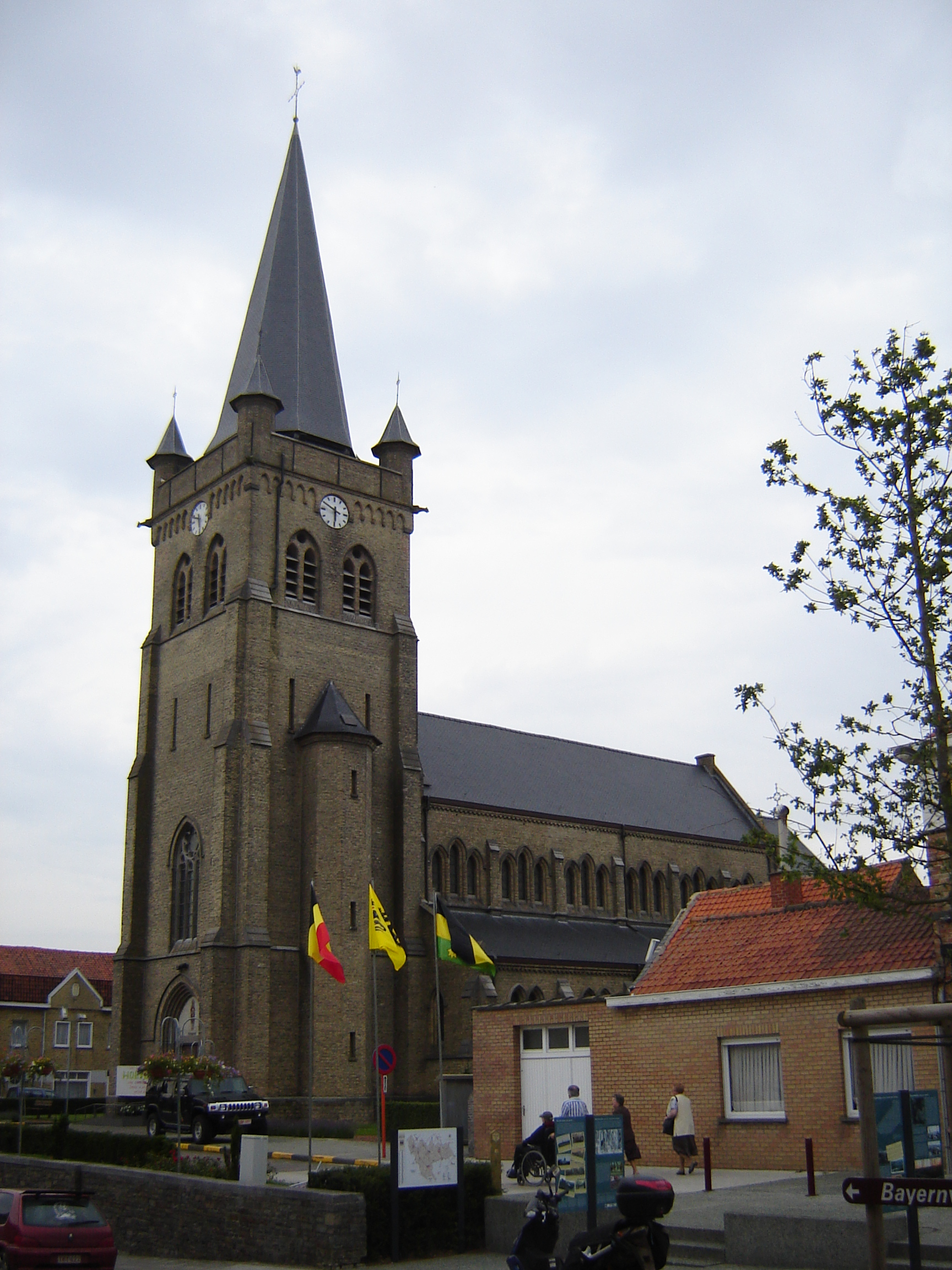
Sint-Medarduskerk

## Ligging
Wijtschate ligt op een heuvelrug die de waterscheidingslijn maakt tussen IJzer- en Scheldebekken. Het hoogste punt is 84 meter. Wijtschate heeft een heuvelrug en meerdere kleine heuvels (hoewel de Britten omwille van het historische belang van de buurgemeente Mesen, blijven vasthouden aan de term "Messines Ridge" wanneer ze de heuvelrug rond Wijtschate bedoelen). Vanuit Wijtschate is er een vergezicht op de stad Ieper en zijn achterland, vandaar dat de Duitsers zoveel belang hechtten aan het bezit van Wijtschate: ze zaten in een ideale positie om de Britten te observeren.

## Geschiedenis

### Ontstaan
Wijtschate (vroegere spelling: Wytschaete) is een van de oudste dorpen van Heuvelland. Wijtschate wordt samen met Ieper, Kemmel en Voormezele genoemd in een akte van 961 waarin staat dat aan het kapittel van Sint Donaas te Brugge de tienden van Wijtschate geschonken worden. Wijtschaete was gelegen in de kasselrij Ieper. Het was van belang voor de voedselvoorziening van de stad en op regelmatige tijden werden de boeren van Wijtschate opgeroepen om met paard en wagen vervoersdiensten te verrichten voor Ieper.

### Middeleeuwen
In de loop der jaren was Wijtschate vaak het toneel van oorlogen. In 1328 kwamen de steden Kortrijk en Oudenburg in Wijtschate de vrede tekenen met de Franse koning die Ieper belegerde en kampeerde in Wijtschate.
Toen de Britten Ieper belegerden in 1383 trokken zij ook plunderend door Wijtschate. In de 16e eeuw had Wijtschate veel te lijden door de bosgeuzen, de kerk werd gedeeltelijk vernield in 1566. In 1573 werd pastoor Marchand door geuzen vermoord. Op deze plaats staat nu een groot kruisbeeld. Door de troebele tijd ontvolkte de streek. Nadat de geuzen door de Spanjaarden in 1582 verdreven waren was de streek nog in onrust door de roversbenden die vanuit Oostende de streek onveilig maakten. Walen kwamen Wijtschate herbevolken.
In 1635 herbegon de oorlog. De Spanjaarden hadden er af te rekenen met de Fransen. De streek was onveilig en veel inwoners trokken op de vlucht. De oorlogsellende bleef maar duren tot in 1672. Wijtschate maakte vanaf dan deel uit van Frankrijk. Vermits de Fransen - Wytschaete - uitspraken als huittecat - herdoopten ze Wijtschate tot "la paroisse de Huit et Quatre".
Na vele gevechten werden de Fransen verdreven in 1713. Nu waren de Oostenrijkers aan het bewind. In 1740 stonden de Fransen hier voor enkele jaren terug met hun legers. In 1789 begon de Franse Revolutie en ook hier liet dit zich gevoelen. De Fransen gebruikten de kerk als paardenstal.
Na de Franse tijd werd het in de streek rustig tot in 1914. De Eerste Wereldoorlog zou de ganse gemeente overhoop halen.

### De Eerste Wereldoorlog

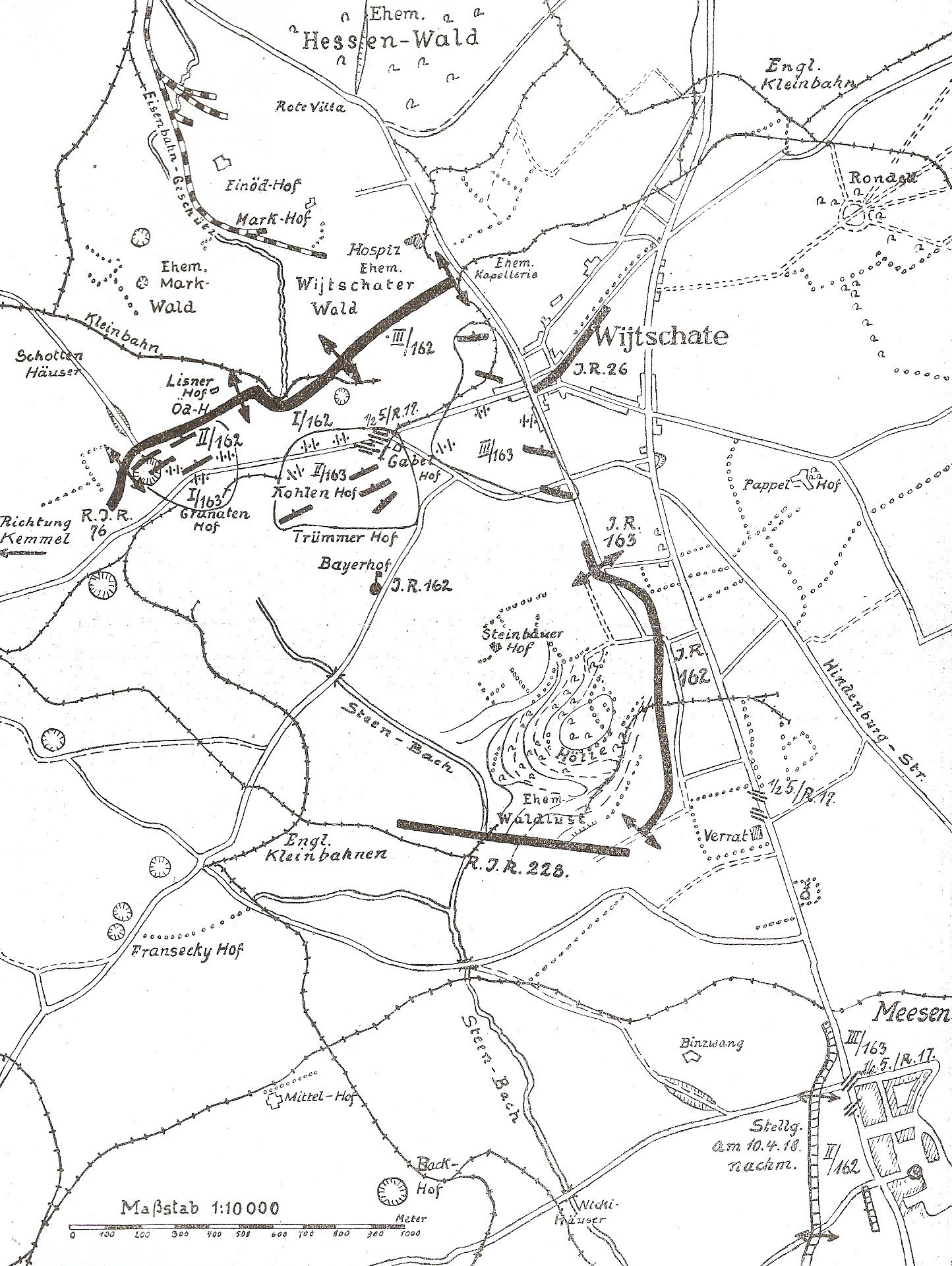
Wytschaete-Gevecht (11. april 1918)

In de Eerste Wereldoorlog werd Wijtschate (Wytschaete - White Sheet) zwaar getroffen. Het begon met de zware beschieting op 31 oktober 1914. De Duitsers stonden aan de oostkant van Wijtschate - op 31 oktober kwamen de "London Scottish" vanuit Ieper naar Wijtschate. Ze trokken aan de westkant van Wijtschate voorbij en namen stellingen in langs de heuvel van het Helletje. Ze namen posities in ten oosten van de weg Wijtschate-Mesen (Messines). Ter herinnering aan de slag, werd door het London Scottish Regiment een muziekstuk voor doedelzak, "the Burning Mill at Messines" geschreven. Er wordt immers beweerd dat er een molen stond waar het monument voor de London Scottish in Wijtschate staat, daar was er wel een mechanische molen maar geen windmolen. De London Scottish leden zware verliezen en werden in de loop van de nacht teruggetrokken. Vooral tijdens de Mijnenslag van 1917 kreeg de streek het zwaar te verduren.
Omdat de Britten meer rekening hielden met het grotere historische belang van de gemeenten dan met de plaatselijke situatie, noemden zij de heuvelrug rond Wijtschate de "Messines Ridge". De heuvelrug ligt echter omzeggens helemaal in Wijtschate. Vanop de heuvelrug kon men wel een groot gebied observeren, maar alleen vanop Wijtschate kan men Ieper en gans het gebied ten westen observeren. Vandaar dat de Duitsers Wijtschate uitbouwden tot een vesting.

## Demografische ontwikkeling
- Bronnen:NIS, Opm:1831 tot en met 1970=volkstellingen; 1976 = inwoneraantal op 31 december

## Bezienswaardigheden
- De Sint-Medarduskerk
- Het beeld "The Miner" voor de Sint-Medarduskerk. Dit is een realisatie van de Wijtschaatse kunstenaar Jan Dieusart, de vroegere apotheker die na zijn beroepscarrière in Oostduinkerke ging wonen. Het verbeeldt een Engelse tunnelgraver, die een gat graaft onder de Duitse stellingen in Wijtschate-Mesen. Dit is een verwijzing naar de Mijnenslag in 1917. Het beeld werd onthuld op 31 oktober 2008.

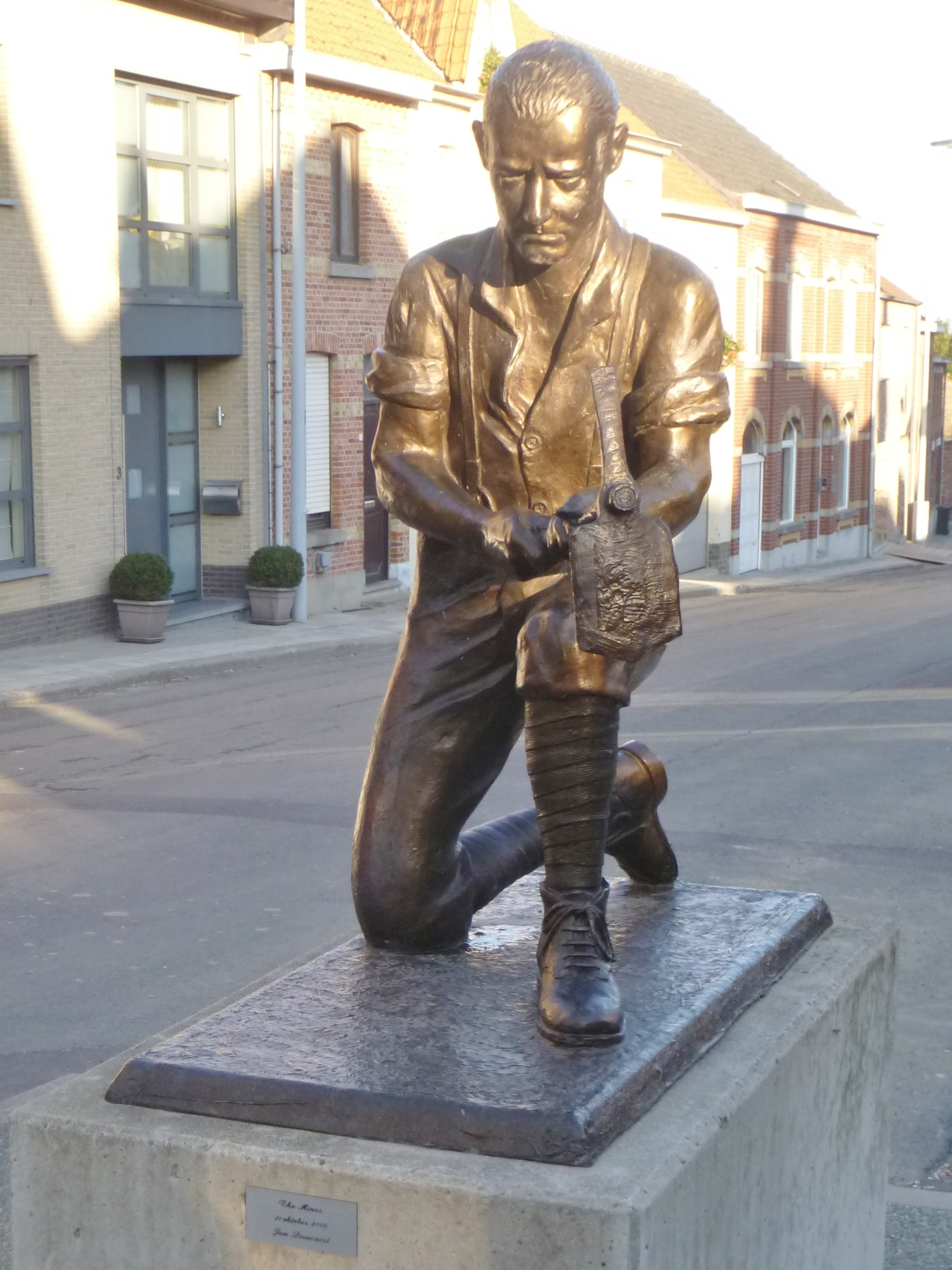
"The Miner"

- Bayernwald is een gereconstrueerde Duitse site uit de Eerste Wereldoorlog. Het geheel bestaat uit twee Duitse mijngangen, een mijnschacht, een loopgravenstelsel met vijf bunkers. De site is toegankelijk via een wandelpad door de gerestaureerde loopgraven. Informatiepanelen verduidelijken de oorlogsgebeurtenissen en het leven aan het front.
- De deelgemeente telt tien Britse militaire begraafplaatsen uit de Eerste Wereldoorlog:
  - Cabin Hill Cemetery
  - Croonaert Chapel Cemetery
  - Derry House Cemetery No.2
  - Lone Tree Cemetery
  - Oosttaverne Wood Cemetery
  - R.E. Farm Cemetery
  - Somer Farm Cemetery
  - Spanbroekmolen British Cemetery
  - Torreken Farm Cemetery No.1
  - Wytschaete Military Cemetery
- In Wijtschate zijn verschillende mijnkraters van de Mijnenslag bewaard. De Spanbroekmolenkrater of Pool of Peace is ingericht als oorlogssite.

## Natuur en landschap
Wijtschate ligt in Zandlemig Vlaanderen op een heuvelrug die in het dorpscentrum een hoogte van 85 meter bereikt en de waterscheiding vormt tussen de stroomgebieden van IJzer en Leie. Wijtschate ligt in de ankerplaats Ieperse vestingen en omgeving, bossen ten zuiden en heuvelrug Wijtschate-Mesen. Enig bosgebied is nog aanwezig ten westen van de kom. In het noordoosten vindt men het domein Palingbeek en omgeving.

## Bekende Wijtschatenaren
- Annelien Coorevits, Miss België 2007

## Trivia
Eigen kweek is een Vlaamse televisieserie, geregisseerd door Joël Vanhoebrouck. De serie gaat over een boerengezin dat cannabis begint te telen om het hoofd boven water te houden. De opnames vonden plaats in het West-Vlaamse Wijtschate, een deelgemeente van Heuvelland.

## Nabijgelegen kernen
Voormezele, Kemmel, Wulvergem, Mesen, Hollebeke
Deelgemeenten: Dranouter · Kemmel · Loker · Nieuwkerke · Westouter · Wijtschate · Wulvergem 

Overige plaatsen: De Klijte · De Seule (deels) · Romarin

Belgische gemeenten · Arrondissement Ieper · West-Vlaanderen · Vlaanderen